# International Lesbian, Gay, Bisexual, Trans and Intersex Association
La International Lesbian, Gay, Bisexual, Trans and Intersex Association o l'Associació internacional de lesbianes, gais, bi- trans- i intersexuals més coneguda amb l'acròstic ILGA és una organització no governamental que lluita contra la discriminació i per a la igualtat social, el respecte dels drets humans i l'emancipació de les minories lesbianes, gais, bisexuals, transsexuals i intersexuals. L'associació va crear-se el 1978 a Coventry (Regne Unit) i des del 2001 té la seu a Brussel·les. El 2011 tenia més de 800 associacions afiliades en 110 països.
Té membres efectius, que són organitzacions nacionals o regionals actiues en l'activisme LGTB i té membres associats, que són entitats no-LGBT que sostenen els objectius de l'ILGA. El 2007, la Generalitat de Catalunya va ser el primer estat regional que va esdevenir-ne membre associat. Fins aleshores, les màximes entitats associades foren ciutats majors com Rotterdam, Venècia i Amsterdam.
Té sis seccions regionals: Àfrica, Anzapi (Austràlia, Nova Zelanda i Illes pacífiques), Àsia, Europa, Lac (Amèrica llatina i el Carib) i Amèrica del Nord. La secció Europa té la seu a la mateixa adreça de la internacional i està acreditada a prop de la Unió Europea i subvencionada per la Comissió.
El 1993, la ILGA aconsegueix un estatus consultiu com a ONG al Consell Econòmic i Social de l'ONU. A partir d'aleshores, diverses organitzacions, la majoria religioses, manifesten públicament el seu rebuig. Tant els delegats dels EUA com del Regne Unit van manifestar que, a l'hora d'anar a votar, desconeixien la participació d'associacions de l'activisme pedòfil a la ILGA. Al novembre del 1993, el comitè executiu de la ILGA va sol·licitar a aquests grups la renúncia voluntària. No només no hi va renunciar cap d'ells, sinó que la NAMBLA va publicar aquell mateix mes un comunicat de premsa on reafirmava la seva condició de membre de la ILGA.
A la 6a Conferència Mundial de la ILGA, celebrada a Nova York al juny del 1994, es va votar l'expulsió de la NAMBLA i dels altres dos grups per 214 vots a favor i 30 en contra, i es va aprovar una resolució per a no permetre en el futur cap mena de grup o associació que tingui com a objectiu la promoció o el suport de la pedofília. A la fi dels anys noranta, la revolució sexual s'havia desfet del seu passat pedòfil.
El Consell Econòmic i Social (ECOSOC) de l'ONU va refusar el gener 2006 d'atorgar l'estatut d'ONG consultiu a l'ILGA amb 10 contra 5 veus. Va observar-se una coalició estranya d'estats homofòbics com Zimbabwe i Sudan, junts amb els Estats Units d'Amèrica i Cuba. L'11 de desembre del mateix any, el consell va atorgar l'estatut d'ONG consultiu a ILGA-Europa amb 23 veus pro, 17 contra i 10 abstencions.